# Аббатство Сен-Луп в Труа
Аббатство Сен-Луп в Труа (фр. Abbaye Saint-Loup de Troyes) — бывшее аббатство в городе Труа (Шампань, Франция). Было основано в IX веке для размещения мощей епископа Труаского Люпуса, который стал святым Лупом Труаским (426—478/479), легендарным защитником города от Аттилы в V веке и патроном города.

## История
Первоначальное аббатство было построено вдали от города с мощами святого Лупа Труаского. В 887 году оно было сожжено викингами. Мощи были перенесены на новое место внутри стен Труа. Старое место, носящее название аббатство Сен-Мартен-эс-Эр. Его монашеская община была реформирована в 1135 году аббатом Бернардом Клервоским, а аббат и его монахи приняли патронаж святого Августина Иппонийского. Аббатство Сен-Луп, которое находилось в процветающем средневековом городе Труа, было знаменито своей библиотекой и скрипторием. Возможно, знаменитый французский поэт Кретьен де Труа был хозяином аббатства.
Сеньоры де Шапп были настоятелями аббатства до 1118 года, когда виконт Труа Кларамбо II де Шапп продал аббатству право самим выбирать себе аббата за одну серебряную монету, по совету графа Шампанского Гуго I.

## Основание
Аббатство Сен-Луп было основано, как и многие аббатства того времени, на галло-романской вилле недалеко от древнеримского города, расположенного на римской Агриппиевой дороге (в настоящее время улица рю-де-ла-Сите). Карл Великий поместил аббатство Сен-Луп под духовное управление Алкуина и под защиту графа Адалельма де Труа, который организовал восстановление аббатства внутри городских стен в 891 году. До реформы светских канонов в 1135 году аббатство Сен-Луп не могло пользоваться правом на пребенду. В XV веке была построена большая аббатская церковь в стиле пламенеющая готика, которая была открыта в 1425 году.
Церковь аббатства и его здания, перестроенные в XVII веке, были разрушены во время Великой французской революции. Сохранилось единственное монастырское здание, которое использовалось для хранения книг и рукописи, конфискованные из соседних аббатств и монастырей, в том числе из аббатства Клерво.

## Современность
Первоначально в сохранившемся здании аббатства была размещена муниципальная библиотека Труа, которая в 2002 году переехала в новое современное здание (в настоящее время медиатека Жака Ширака). С 1830 года здесь располагается Музей изящных искусств Труа (музей Сен-Луп). Здесь представлены картины и мебель XIV—XIX веков, местная средневековая скульптура, предметы декоративно-прикладного искусства, некоторые древнеримские предметы, найденные на месте (например, Аполлон Вупуассона), и, в частности, сокровище Пуан (погребальные оружие и украшения германского воина V века). С 13 августа 1963 года здание включено в список исторических памятников Франции.